# James Hilton
James Hilton (9 tháng 9 năm 1900 – 20 tháng 12 năm 1954) là một tiểu thuyết gia người Anh đã viết một số tiểu thuyết bán chạy nhất, bao gồm Lost Horizon (1933) và Goodbye, Mr. Chips (1934), Random Harvest (1941). Trong tác phẩm Lost Horizon, ông hư cấu ra Shangri-La.
Sinh ra tại Leigh, James Hilton là con trai của John Hilton, hiệu trưởng của Trường Chapel End ở Walthamstow. Ông được đào tạo tại Leys School, Cambridge.
Hilton đã viết hai cuốn sách nổi tiếng nhất của mình, Lost Horizon (1933) và Goodbye, Mr. Chips (1934), trong khi sống trong một ngôi nhà liền kề khá bình thường trên Oak Hill Gardens, Woodford Green. Ngôi nhà nay vẫn còn, với một tấm bảng màu xanh đánh dấu cư trú của Hilton.
Ông đã kết hôn hai lần, lần đầu tiên đến Alice Brown và sau đó đến Galina Kopineck. Cả hai cuộc hôn nhân đã kết thúc bằng ly hôn. Ông qua đời tại Long Beach, California do ung thư gan.

## Tác phẩm
- Catherine Herself, 1920
- Storm Passage, 1922
- The Passionate Year, 1924
- Dawn Of Reckoning (Rage In Heaven), 1925
- Meadows Of The Moon, 1926
- Terry, 1927
- The Silver Flame (Three Loves Had Margaret), 1928
- Murder at School (U.S. title: Was It Murder?), xuất bản với bút danh Glen Trevor, 1931
- And Now Goodbye, 1931
- Contango (Ill Wind), 1932
- Knight Without Armour (Without Armor), 1933
- Lost Horizon, 1933
- Goodbye, Mr. Chips, 1934
- We Are Not Alone, 1937
- To You, Mr Chips, 1938
- Random Harvest, 1941
- The Story Of Dr. Wassell, 1944
- So Well Remembered, 1945
- Nothing So Strange, 1947
- Twilight Of The Wise, 1949
- Morning Journey, 1951
- Time And Time Again, 1953